# Carl Zerbe
Carl Zerbe (* 13. Februar 1894 in Freiburg im Breisgau; † 7. April 1985) war ein deutscher Chemiker.

## Leben und Werk

### Frühe Karriere
Carl Zerbe studierte nach dem Ersten Weltkrieg Chemie in Freiburg und Bonn und schloss das Studium 1921 mit der Promotion ab. Anschließend wurde er am Kaiser-Wilhelm-Institut für Kohlenforschung in Mülheim an der Ruhr Assistent bei Franz Fischer. Von 1926 bis 1930 war er bei der Gesellschaft für Teerverwertung in Duisburg-Meiderich, die später in den Rütgerswerken aufging. (Nach anderen Quellen war er 1928 bis 1929 beim Reichspatentamt tätig.) 1930 habilitierte sich Zerbe an der Christian-Albrechts-Universität zu Kiel, wo er anschließend bis 1933 lehrte. Dann trat er eine Stelle bei der Rhenania-Ossag, einer Tochterfirma des Mineralölunternehmens Royal Dutch Shell, an. Am 12. Januar 1940 wurde er an der Universität Kiel außerplanmäßiger Professor für Chemische Technologie; später war er gleichzeitig Lehrbeauftragter an der Universität Hamburg.

### Zweiter Weltkrieg
Nachdem das nationalsozialistische Deutschland im Zweiten Weltkrieg die Niederlande überfallen hatte, fiel auch das Shell-Labor in Amsterdam in die Hände der Deutschen. Es wurde in den Dienst der NS-Kriegswirtschaft gestellt und ab 1941 vorwiegend für die Forschung und Entwicklung für die Rüstungsindustrie eingesetzt. Carl Zerbe wurde mit der Aufsicht über diese Arbeiten beauftragt.

### Nach 1945
Nach dem Krieg leistete Zerbe bedeutende Beiträge zur Koordinierung des fachlichen Austauschs und der Zusammenarbeit in der Mineralölforschung. 1947 gehörte er zu den Mitgründern der Deutschen Gesellschaft für Mineralölwissenschaft und Kohlechemie (DGMK), des Fachausschusses  Mineralöl- und Brennstoffnormung (1949) und des Koordinierungsausschusses für Forschungsarbeiten der DGMK (1958). Von 1950 bis 1968 war er Mitglied im Vorstand der DGMK, 1963 ihr Vorsitzender. In demselben Jahr organisierte er den in Frankfurt am Main stattfindenden Welterdölkongress.

## Auszeichnungen
1963 verlieh die DGMK Carl Zerbe die Carl-Engler-Medaille, 1966 ernannte sie ihn zum Ehrenmitglied. 1973 stiftete die DGMK einen nach ihm benannten Preis zur Förderung von Nachwuchswissenschaftlern, den Carl-Zerbe-Preis.

## Werke
- Mineralöle und verwandte Produkte : Ein Handbuch für das Laboratorium. Springer, Berlin, Heidelberg 1952, ISBN 978-3-642-53012-8, doi:10.1007/978-3-642-53011-1.

- Karl Ziegs: Bitumen und Asphalt Taschenbuch. Neuauflage überarbeitet durch Carl Zerbe. 2. Auflage. Bauverlag, Wiesbaden, Berlin 1958.